# 聖則濟利亞教堂
聖則濟利亞教堂（德語：Cäcilienkirche）是位於德國城市科隆舊城區的一座教堂，也是科隆的十二座羅馬式教堂之一。由科隆羅馬教堂基金會運營管理。目前的建築修建於1130年至1160年期間，自完成以來變化不大。自1956年以來，教堂被用於一座中世紀美術館的展覽用地。

## 外部連結
- St. Cäcilien （页面存档备份，存于） on Förderverein Romanische Kirchen Köln e.V. （德文）

50°56′6″N 06°57′5″E / 50.93500°N 6.95139°E